# Volkswagen Arena Istanbul
La Volkswagen Arena Istanbul è una struttura polivalente disegnata per accogliere eventi dal vivo quali concerti, sfilate di moda, cerimonie di premiazione, spettacoli di danza e teatro oltre che partite di pallacanestro ed altri sport. Si trova a Istanbul, città della Turchia. La capacità dell'arena varia dai 4 500 ai 5 800 posti, in base all'evento, alla combinazione dei posti a sedere, dei posti in piedi e della configurazione dell'area VIP. Per le partite di basket, l'arena può raggiungere un massimo di 5 240 spettatori, 5 000 dei quali sono posti semplici (di cui 88 posti VIP), oltre a 240 posti a sedere nelle 24 suite private.
L'arena fa parte del complesso culturale UNIQ di Istanbul, che sorge a Maslak, un quartiere di Istanbul. Il complesso include inoltre uffici, una sala multiuso da 1 200 posti e altri luoghi da visitare come dimore storiche, punti di esposizione e spazi commerciali.

## Storia
La Volkswagen Arena Istanbul è stata aperta nel 2014. Il 5 novembre 2015 l'arena è stata inaugurata ufficialmente come sede per le gare interne di Basketbol Süper Ligi e di Eurolega del Darüşşafaka.